# Nintendogs (відеогра)
Nintendogs (яп. ニンテンドッグス, Nintendoggusu) (поєднання слів Nintendo та собаки (англ. dogs) — відеогра в реальному часі в жанрі віртуальний вихованець, розроблена і видана Nintendo у 2005 та 2006 роках для портативної гральної системи Nintendo DS, була випущена в Японії, і пізніше у Північній Америці, Австралії, Новій Зеландії, Європі та інших регіонах. Спочатку було випущений три різні версії: «Такса і друзі», «Лаб і друзі» (Шіба і Друзі в Японії) і «Чихуахуа і друзі». Вона була перевидана двічі, спочатку як укомплектований реліз зі спеціальним виданням Nintendo DS з новою версією під назвою «Nintendogs: Best Friends» (укр. Собаки Nintendo: Найкращі друзі), а пізніше — «Nintendogs: Dalmatian & Friends» (укр. Собаки Nintendo: Далматинець і Друзі).
Nintendogs використовує сенсорний екран і вбудований у DS мікрофон. Сенсорний екран дозволяє гравцеві гладити собаку, а також використовувати різні предмети, які можна знайти або придбати. Вони варіюються від м'ячів і фрисбі до іграшок і засобів для догляду за собаками. Мікрофон використовується для виклику собаки гравця, промовляючи ім’я, дане собаці на початку гри, а також для навчання собаки таким трюкам, як «сидіти» або «перевертатися». Гравці можуть брати своїх собак на прогулянки та в парк. Вони можуть взаємодіяти з іншими гравцями в багатокористувацькій грі за допомогою бездротового з’єднання DS. Гра також використовує внутрішній годинник і календар консолі, щоб дозволити собаці стати більш голодною або брудною залежно від часу, що минув.
Nintendogs отримала визнання критиків і багато нагород, у тому числі нагороду за інновації 2006 року від PC World і найкращу портативну гру від Associated Press. Усі версії Nintendogs було продано загальним тиражем 23,96 мільйона копій по всьому світу, що робить її другою за кількістю продажів грою на Nintendo DS після New Super Mario Bros. Завдяки успіху Nintendogs компанія Nintendo створила кілька продуктів, а саме іграшки Nintendogs і серію колекційних карток Nintendogs.
Сиквел під назвою Nintendogs + Cats було випущено для Nintendo 3DS у 2011 році.

## Ігровий процес
Nintendogs використовує сенсорний екран DS, де власник може: грати, дресувати, гладити, чистити, мити віртуальну тварину та гуляти з нею. У грі також використовується вбудований мікрофон, за допомогою якого гравець може викликати своє цуценя або навчати його трюків. Гроші можна заробити, беручи участь у змаганнях або продаючи речі у секонд-хенду, та їх можна використовувати для придбання речей, цуценят і домашнього декору. З собаками можна вигулюватись і брати їх до парку, де вони зможуть відпрацювати навички лову дисків для змагань із ними, а також піти у спортивний зал, щоб відпрацювати спритність для собак для випробувань на спритність. Під час прогулянки значки питання на карті вказують на місця, де можуть бути сусідські собаки або подарунки, хоча подарунки також можна знайти без позначок.
У домі гравця одночасно можуть перебувати лише три собаки, а у собачому готелі можуть проживати до п’яти собак, де їх можна поміняти, висадити та забрати в будь-який час. Гравець також може розлучитися з собакою, подарувавши собаку готелю.
З часом стан собаки буде повільно погіршуватиметься, оскільки вона стане більш голодною та брудною. Стан собак гравця можна дізнатися, клацнувши на її ім'я. У грі є 4 рівні насиченості: ситий, нормальний, голодний і дуже голодний. Рівні спраги позначаються як: втамована, нормальна, спрага та висохла. Стан шерсті собаки вказано як: гарний, чистий, нормальний, брудний і дуже брудний.
У Nintendogs є різноманітні змагання, які є основним методом заробітку грошей і балів тренера. Є три змагання: Змагання на дисках, Випробування на спритність та Випробування на слухняність. У кожному з них є 5 класів: Початківець, Відкритий, Експерт, Майстер і Чемпіон. Кожен конкурс коментують двоє чоловіків, на ім’я Тед Рамсворт і Арчі Хаббс. Якщо собака гравця займає третє або вище місце у своєму класі, собака переходить до наступного класу, де рівень складності змагання зростає. Зароблені призові кошти відрізняються залежно від того, в якому змаганні було зареєстровано, на якому місці фінішувала собака та клас, до якого вона належить. Якщо гравець не потрапить до першої трійки, він буде переведений на попередній рівень складності.
Nintendogs дозволяє користувачам комунікувати за допомогою бездротового зв’язку з іншими користувачами Nintendogs за допомогою Bark Mode. Перед активацією бездротового режиму гравець може вибрати подарунок іншому користувачеві. Коли поруч знаходиться інший користувач з активованим режимом гавкоту, гравець матиме можливість пограти з собакою іншого дресувальника, і якщо користувач записав голосове повідомлення на свій Білий Запис, інший користувач почує голосове повідомлення.
Собаки не вмирають, не народжують цуценят і не старіють (тобто вони залишаються цуценятами).

## Розробка
Вперше публічно згаданий у 1997 році Шиґесато Ітої (дизайнер EarthBound), Цунекадзу Ісіхара (дизайнер Pokémon) і Шіґеру Міямото розробили прототип Nintendo 64 гри про розведення домашніх тварин під назвою Cabbage. Його чотирирічна розробка була принципово уможливлена годинником реального часу та можливістю масового запису, представленими в необхідному периферійному пристрої 64DD, «таким чином, що навіть якщо живлення буде відключено, [гра] все ще може підняти істоту» та з даними покращення, які можна придбати за бажанням. Підмножина функціональних можливостей обслуговування створінь стала переносною на Game Boy і може бути синхронізована назад на диск 64DD за допомогою Transfer Pak. Очікувалося, що він буде випущений у 1998 році, а потім у 2000 році, але від подальшої розробки була відвернута увага. У 2006 році Міямото зробив висновок: «Це зникло, чи не так…Проте розмови та методи дизайну, які з’явилися під час створення Cabbage, звичайно, пов’язані з Nintendogs та іншими речами, які ми зараз робимо».
Проєкт, який зрештою став Nintendogs, розпочався як технічна демонстрація на Nintendo GameCube задовго до того, як його розглядали для DS]. Він був перенесений на DS, коли ця консоль ще розроблялася. Шіґеру Міямото спочатку придумав ідею гри, коли він і його родина купили собаку, яка надихнула його на створення проєкту. Продюсер гри, Хідекі Коно, хотів створити гру, яка б повною мірою використала всі можливості Nintendo DS та вирішив створити гру-симулятор собаки. Nintendogs, яка спочатку називалася Puppy Times, спочатку була розроблена так, щоб мати п’ятнадцять різних версій, по одній для кожної породи собак. Сатору Івата запропонував це, щоб передати відчуття, що гравець обирає собаку з притулку. Однак процес налагодження для кожної версії вважався надто трудомістким, щоб бути можливим. Переходячи туди-сюди між кількома версіями, вони врешті-решт зупинилися на трьох, з шістьма собаками в кожній, а решта доступні після досягнення цілей у грі.

## Мерч
Наприкінці 2005 року Nintendo of America випустила першу серію карток Nintendogs «6-Card Fun Pak» (укр. Пакування шести карток для розваги). Три різні дизайни наборів (кожен заснований на дизайнах DS-гри, випущених у США) містять асортимент «Колекційних карток, наклейок тощо!» . Кожне пакування випадковим чином містить дві з 18 різних карток породи, одну з дев’яти різних карток із підказками «Дресування собаки», одну з шести різних карток «Різне», одну з 18 різних відкритих карток, один із шести різних аркушів наклейок, одне з чотирьох тимчасових татуювань. і одну картку Sweepstakes. Ще одна серія цих карт була випущена на початку 2007 року компанією Enterplay, LLC. Ці карти, офіційно ліцензовані Nintendo, були створені тими ж людьми, які працювали над першою серією. Таким чином, картки дуже нагадують першу серію. Зберігаючи назву «6-Card Fun Pak», кожен пакет містить дві з 20 різних карток At the Kennel (укр. У притулку), які містять усі вісімнадцять порід з ігор, включаючи далматина та джек-рассел-тер’єра), одну з дев’яти собак у дресуванні. картки з порадами, одну з чотирьох карток Різне, одну з 20 карток зі вікнами, що спливають, одну з шести аркушів наклейок, один з чотирьох варіантів тимчасового татуювання і одну картку з розіграшами. У наступній серії також є три різних пакування, цього разу з далматинцем, біглем і мопсом на передній частині пакування.
Лінія плюшевих іграшок Nintendogs була випущена в Японії, в якій представлені найпопулярніші породи в кожній грі. Вони також доступні в Nintendo World Store. Різні футболки Nintendogs також були доступні в Nintendo World Store. В Європі та Австралії  іграшок з електронним датчиком, і коли господар тряс кістку, пес ходив і гавкав. Nintendo також випустила набір плюшів через Earthwood Toys. 

## Рецензії
Гра була добре сприйнята критиками, із середнім балом 85% у Game Rankings.  У травневому випуску Famitsu, найпопулярнішого ігрового журналу в Японії, Nintendogs отримав відмінну оцінку 40/40. Лише чотири інші ігри досягли такого результату на той час. Він також отримав 8,5 з 10 у Nintendo Power. Game Informer поставив Nintendogs 8 з 10, враховуючи відсутність у грі кінцівки. Game Oracle поставила їй 85% і порекомендувала, що, на відміну від більшості симуляторів, вона має велику глибину.

### Продажі
За перший тиждень випуску в Японії (з 18 квітня 2005 року по 24 квітень 2005 року) три версії, Shiba Inu & Friends, Miniature Dachshund & Friends і Chihuahua & Friends, було продано 75 000, 49 000 і 44 000, відповідно, загальною кількістю 168 000 одиниць. Ця гра також підвищила продажі системи Nintendo DS більш ніж у 4,2 раза за попередній тиждень до 95 000 одиниць, у порівнянні з 22 000. Це була 91-ша найбільш продавана гра в Японії у 2008 році, через те, що продано 142 591 штук разом, із сукупними продажами в Японії 1 850 984 разом до 2008 року. 
У Європі це була найбільш продавана гра Nintendo 2005 року з 1.6 мільйоном проданих одиниць. Згодом було продано 23.96 мільйона копій гри по всьому світу, що зробило її другою найбільш продаваною грою для Nintendo DS усіх часів. За даними Nintendo, більшість власників Nintendogs були жінками.

### Нагороди
На додаток до визнання таких видань, як Entertainment Weekly, BusinessWeek і Chicago Sun Times, Nintendogs також отримала безліч нагород. 
- E3 2005 Game Critics Awards: найкраща портативна гра.[30]
- Бронзова нагорода TheG33ks за найкращу гру для Nintendo DS.[31]
- Associated Press: "Найкраща гра 2005 року"[32]
- Японський фестиваль медіамистецтва 2005: Приз за відмінність[33]
- PC World: «Нагорода за інновації 2006»[34]
- D&AD Нагорода «Жовті олівці» 2006[35]
- PETA: Найкраща "Animal-Friendly" відеогра 2006[36]
- IGN: Премія «Вибір редакції»[37]
- IGN: Найкраще використання сенсорного екрана для Nintendo DS[38]
- GameSpot: Нагорода «Вибір редакції»[39]

Nintendogs також були дуже успішні запуски в Північній Америці та Європі, з продажами за перший тиждень понад 250 000 і 160 000 штук відповідно. Lab & Friends отримали «Подвійну платинову» нагороду від Асоціації видавців програмного забезпечення для розваг і відпочинку (ELSPA), що свідчить про продажі щонайменше 600 000 примірників у Великій Британії. ELSPA також присудила Dalmatian & Friends «Платинову» нагороду за щонайменше 300 000 продажів у Сполученому Королівстві.  До серпня 2006 року в Сполучених Штатах Chihuahua & Friends було продано 570 000 примірників і зароблено 17 мільйонів доларів; Labrador & Friends було продано 620 000 примірників і зароблено 19 мільйонів доларів; і Dachshund & Friends було продано 730 000 примірників і зароблено 22 мільйони доларів. Протягом періоду між січнем 2000 року та серпнем 2006 року ці ігри були відповідно 50-ю, 44-ю та 32-ю найбільш продаваними іграми для Game Boy Advance, Nintendo DS або PlayStation Portable у Сполучених Штатах. 
23 березня 2006 року на GDC 2006 президент Nintendo Сатору Івата оголосив, що міжнародні продажі Nintendogs досягли 6 мільйонів. Станом на 31 березня 2008 року гра була бестселером для Nintendo DS, опублікованим Nintendo.  Станом на 31 березня 2015 року сукупні продажі всіх версій досягли 23,96 мільйона, і тепер вона посідає друге місце у списку бестселерів для Nintendo DS після New Super Mario Bros. 

### Спадщина
У 2010 році 1UP.com включив Nintendogs до свого списку п’яти «Основних новачків» десятиліття, описавши її як одну з «п’яти нових революційних ігор» за останні 10 років через її вплив на залучення «неігрових до консолей і портативні системи» та створення «нової» Nintendo. Попри глузування з боку багатьох запеклих геймерів, Nintendogs було продано десятками мільйонів, переважно серед звичайних геймерів, і проклало шлях до всесвітнього успіху Nintendo DS. Це породило тренд на "не ігри", які раніше обмежувалися ПК, консолями та портативними комп’ютерами. Після цього Nintendo випустила більш казуальні ігри, такі як Brain Age, Wii Sports і Wii Fit, утвердивши себе як найуспішнішого розробника та видавця десятиліття.

## Спадщина
Під час презентації Nintendo на E3 у 2010 році було оголошено, що Шіґеру Міямото працює над новим проєктом серії Nintendogs, який містить деякі нові інновації. Гра під назвою Nintendogs + Cats була закінчена у 2011 році для Nintendo 3DS і була випущена як стартова гра в усіх регіонах.
Мікрогра на основі Nintendogs з’являється у грі WarioWare: Smooth Moves. Цуценя лабрадора з Nintendogs також з’являється в Super Smash Bros. Brawl як допоміжний трофей; завдяки ненасильницькому характеру гри Nintendogs собака замість того, щоб активно битися, «грає» перед екраном, закриваючи огляд.. Крім того, у грі Animal Crossing: City Folk є кілька DLC Nintendogs. Французький бульдог з’являється в Super Smash Bros. для Nintendo 3DS та Wii U в ролі лабрадора-ретрівера. У версії на 3DS також є етап Nintendogs + Cats. У Super Smash Bros. Ultimate знову з’являються як трофей, так і сцена з цієї гри.